# Train of Thought (a-ha-Lied)
Train of Thought ist ein Lied der norwegischen Pop-Rock-Band a-ha aus dem Jahr 1985, das als zweites Lied auf ihrem Debütalbum Hunting High and Low erschien und die dritte Singleauskopplung dieses Albums darstellt.

## Entstehung und Inhalt
Geschrieben wurde der Synthiepop-Titel von Pål Waaktaar, die Produktion erfolgte durch Tony Mansfield. Ein panflötenartiger Synthesizer-Effekt wurde verwendet. Der Songtext bezieht sich auf Autoren wie Gunvor Hofmo, Knut Hamsun und Fjodor Dostojewski, die Waaktaar zu dieser Zeit viel las. Die Hauptfigur wird als im Büro arbeitender Angestellter geschildert, der morgens im Zug sein Kreuzworträtsel löst, aber im Kopf das Gesicht einer fremden Person mit sich trägt: In seinem Kopf ist „more than meets the eye“, mehr als es von außen scheint.

## Veröffentlichung und Rezeption
Train of Thought erschien erstmals am 31. Mai 1985 auf dem Debütalbum Hunting High and Low und wurde am 21. März 1986 daraus als dritte Single der Band veröffentlicht. Die Single konnte nicht an die Charterfolge der vorangegangenen Singles Take On Me und The Sun Always Shines on T.V. anknüpfen, erreichte aber unter anderem die deutschen und britischen Singlecharts. In Deutschland erreichte die Single Rang 14 und hielt sich 13 Wochen in den Charts. Im Vereinigten Königreich erreichte die Single in zehn Chartwochen mit Rang acht seine höchste Chartnotierung und konnte sich dabei zwei Wochen in den Top 10 platzieren. In beiden Ländern ist es der dritte Single-Charterfolg der Band, in den britischen Charts ist es der dritte Top-10-Hit in Folge.

## Musikvideo
Das Musikvideo wurde von Candace Reckinger und Michael Patterson gedreht. Patterson zeichnete auch für die Spezialeffekte im Video zu Take On Me verantwortlich. Die Zeichentrick-Schwarz-Weiß-Szenen im Video zu Train of Thought wurden ursprünglich vor Take On Me produziert und basieren auf einer Arbeit Pattersons zu seiner Studentenzeit am CalArts. Das Video wurde bei YouTube über 4,7 Millionen Mal abgerufen (Stand: September 2021).